# El Cossío
Se conoce popularmente como El Cossío a la enciclopedia taurina titulada Los Toros. Tratado técnico e histórico, dirigida en sus inicios por el académico José María de Cossío y publicada en tres volúmenes por vez primera en 1943. Es el tratado más extenso y documentado que existe sobre tauromaquia, centrado sobre todo en las corridas de toros desde sus orígenes, obra que se constituye desde su aparición, en referencia.
Definida por el crítico taurino Antonio Díaz-Cañabate como «la Biblia del toro» es un análisis documentado y un recorrido a través de la historia de la tauromaquia, los personajes, los cosos, los reglamentos de España y Latinoamérica, la técnica y artes del toreo, las ganaderías, el vocabulario, cría del toro bravo, la influencia de la lidia en las artes y las letras, inclusive las crónicas taurinas desde 1763.

## Orígenes
El proyecto fue una iniciativa de José Ortega y Gasset propuesto a la editorial Espasa-Calpe de donde Ortega y Gasset era asesor. La editorial propuso la dirección de la obra a José María de Cossío y Fortún mediante una carta escrita en 1935 en la que se le expresa la urgencia del inicio del proyecto así como el contacto con otros coordinadores. Ortega dirigió la confección de la obra, afirmó de ella que era la más importante que se había escrito sobre una actividad española concreta. Entre aquel primer equipo de colaboradores en 1935 se encontraba Antonío Díaz-Cañabate y el poeta Miguel Hernández, contratado por su amistad con José María de Cossío como colaborador y secretario del historiador taurino. La colaboración del poeta valenciano consistió en recopilar información sobre toreros, toros, plazas de toros y todos los datos referentes a los festejos taurinos para la redacción del capítulo de biografías, siendo obra del poeta las entradas biográficas de los toreros El Espartero, Antonio Reverte y de Lagartijo. Antonio Díaz-Cañabate sustituyó en 1937 a Miguel Hernández cuando este debió incorporarse al frente.
Los tres primeros volúmenes de la obra se publicaron por Espasa-Calpe bajo la dirección de Cossío en 1943. La enciclopedia taurina se siguió ampliando con nuevas revisiones entre 1943 y 1976, el cuarto tomo del tratado se publicó en los inicios de los años setenta. Según Díaz-Cañabate, esta parte es obra casi exclusiva de Cossío: «En realidad, José María trabajó en esta obra prácticamente solo. La ayuda recibida fue mínima y casi mecánica, pues la parte enjundiosa es entera, íntegramente suya.»

## Tras la muerte de Cossío
En 1977, tras la muerte de José María de Cossío, tomó el relevo el crítico taurino Antonio Díaz-Cañabate, por deseo expreso del propio Cossío. El periodista aceptó el encargo póstumo y dirigió no sin dificultades el quinto tomo, publicado en 1979, dedicado a las biografías; Díaz-Cañabate contó para ello con la colaboración de Juan José Bonifaz que había recopilado en 1967 más de 8 000 fichas con datos sobre toreros. El mismo Díaz-Cañabate redactó parte del sexto volumen sobre el toreo moderno. Otros autores como Fernández Cuenca redactaron el capítulo sobre cine y toros, García-Ramos elaboró el de la reglamentación taurina, Lafuente Ferrari colaboró en el de bellas artes y los toros.
En 1982 Espasa-Calpe, bajo la dirección de Ricardo López Uralde se aumentó la obra en seis volúmenes, el séptimo dedicado a la cultura taurina bajo la colaboración de Juan José Bonifaz que aportó el 60% de las fichas necesarias para elaborar las biografías de los toreros; Francisco Cossío y Corral organizó los tres volúmenes de crónicas taurinas. Los tomos undécimo dedicado al toro de lidia y el duodécimo a modo de apéndice de José María Sotomayor, completaron un total de doce tomos publicados hasta 1996.
La obra ha sido reeditada y actualizada a lo largo de los años, incluyendo versiones resumidas, en fascículos, etc. El diario ABC sacó a la venta en 2001 la enciclopedia taurina en doce entregas en una edición especial. La última edición del tratado fue la de abril de 2007, la obra quedó dividida en treinta volúmenes que forman el tratado, diez de ellos dedicados al inventario biográfico de toreros y otros diez a crónicas taurinas. Dicha edición ha sido lanzada al público mediante la venta junto con el suplemento dominical del periódico El Mundo de los tomos del tratado.

## Sumario de la obra
El contenido principal de la obra de doce volúmenes es el siguiente:
- Tomo I (1.ª edición 1943-14.ª edición 1993) dirigido por José María de Cossío, comprende el vocabulario técnico taurino, el toro en la Zoología, castas de toros y ganaderías, ganaderos desde 1765, toros célebres, las plazas de toros, el torero, anecdotario taurino, las clases de fiestas de toros, suertes del toreo, reglamentación, la lidia y el análisis histórico-técnico del toreo.

- Tomo II (1.ª edición 1947-13.ª edición 1995) dirigido por José María de Cossío, comprende, la historia de la preceptiva taurina, polémicas sobre las fiestas, los toros en el lenguaje, los toros y la poesía, la novela, el teatro y el periodismo, inventario antológico de frases, el cartel de toros y los toros en las artes plásticas.

- Tomo III, (1.ª edición 1943-14.ª edición 1994) dirigido por José María de Cossío, comprende el inventario biográfico de los toreros que han lidiado en ruedos.

- Tomo IV, (1.ª edición 1961-10.ª edición 1993) dirigido por José María de Cossío, comprende la historia del toreo en Portugal, Francia, México, y Perú, Ganaderías de  lidia en la actualidad, ganaderías de toros españolas, portuguesas y mexicanas, las nuevas plazas de toros en España, el inventario biográfico de los nuevos diestros y disertación final de los toros.
- Tomo V, (1.ª edición 1960- 5.ª edición 1986) dirigido por Antonio Díaz-Cañabate, Juan José de Bonifaz, y Antonio García-Ramos; contenido: panorama del toreo hasta 1979, las ganaderías de toros ya reseñadas en otros tomos y nuevas ganaderías españolas, portuguesas, mexicanas, colombianas, ecuatorianas, peruanas y venezolanas, toros célebres, nuevas plazas de toros, miscelánea taurina, historia de los reglamentos de España y de otros países, texto íntegro del reglamento taurino vigente en España desde 1962, inventario biográfico de nuevos diestros desde la A hasta la Ll.[15]

- Tomo VI, (1.ª edición 1967- 7.ª edición 1994) dirigido por Antonio Díaz Cañabate, colaboradores Juan José de Bonifaz, y Mariano F. Zúmel, comprende el inventario biográfico de nuevos diestros desde la M a la Z, historia de toreo en Colombia, Venezuela, resto de América, y resto del mundo, nuevo anecdotario taurino, enumeración y breves informes de escritores taurinos, apéndice: periódicos taurinos, cirugía en heridas por asta de toros.[16]

- Tomo VII, (1.ª edición 1988- 4.ª edición 1989) dirigido por Francisco de Cossío, colaboran Domingo Ortega, Fernando Claramunt, José Manuel Rodríguez, Andrés Amorós, Néstor Luján, Álvaro Martínez, Joé Luis Dávila, Manuel Delgado-Iribarren, Fernando Quiñones, José Blas Vega, Carlos Fernández Cuenca, Antonio Santainés y Mariano F. Zúmel. Comprende los toros desde la psicología, toros radio dirigidos, los toros en la literatura, el periodismo, en las artes pláticas, sumaria exposición de carteles, el humorismo gráfico en los toros, los toros en la música, toros y arte flamenco, los toros en el cine, museos y coleccionismo taurinos, peñas y asociaciones taurinas de todo el mundo.

- Tomo VIII, (1.ª edición 1986-5.ª edición 1994) dirigido por Francisco de Cossío y Corral. Comprende la fiesta de toros a través de las crónicas periodísticas, primera Parte (1793-1882).

- Tomo IX, (1.ª edición 1987-5.ª edición 1995) dirigido por Francisco de Cossío y Corral,  comprende la fiesta de toros a través de las crónicas periodísticas, segunda parte (1883-1920).

- Tomo X, (1.ª edición 1992-3.ª edición 1994) dirigida por Francisco de Cossío y Corral, comprende la fiesta de toros a través de las crónicas periodísticas, tercera parte (desde 1920-1947).

- Tomo XI, (1.ª edición 1988-4.ª edición 1994) dirigido por Álvaro Domecq y Díez y Juan José de Bonifaz e Ibarra. Apéndice 1978-1988. Comprende la cría y selección del toro de lidia y las ganaderías en la actualidad, toros célebres,nuevas plazas de toros, inventario biográfico de nuevos diestros, el V Congreso Internacional Taurino.

- Tomo XII, (1.ª edición 1997), dirigido por José María Sotomayor Espejo-Saavedra. Apéndice 1989-1995. Comprende, la fiesta entre dos siglos, el planeta de los toros en 1996: España, Francia, Portugal, México, Colombia, Venezuela, Perú, Ecuador. Toros célebres, nuevas plazas de toros, inventario biográfico de toreros, informes de escritores y periodistas, la ley y reglamento taurino de 1991-1992.

La edición popular actualizada publicada en el año 2007 se dividió en treinta tomos de menor espesor para ser adquiridos por entregas semanales con el diario El Mundo. La enciclopedia taurina quedó con los siguientes tomos:
1.El toro bravo
2.El toreo
3.Vocabulario y anecdotario
4.El toro bravo 
5.La historia
6.Reglamento y plazas de toros
7.El toreo fuera de España
8.Literatura y el periodismo
9.Arte I
10.Arte II
11- 20. Inventario biográfico A-Z
21.Crónicas (1793-1873)
22.Crónicas (1874-1882)
23.Crónicas (1883-1887)
24.Crónicas (1888-1903)
25.Crónicas (1904-1919)
26.Crónicas (1920-1930)
27.Crónicas (1931-1941)
28.Crónicas (1942-1947)
29.Crónicas (1948-1980)
30.Crónicas (1981-2007)